# Yanna
Yanna, vlastním jménem Jana Rybníčková (* 21. května 1992, Praha) je česká zpěvačka. V roce 2015 absolvovala na Konzervatoři a VOŠ Jaroslava Ježka obor Muzikálové herectví.

## Vzdělání
Narodila se v Praze, kde začala chodit na Základní školu U Santošky. Poté pokračovala ve studiu na Gymnáziu Josefa Škvoreckého, odkud po roce odešla, protože ji přijala na Konzervatoř a VOŠ Jaroslava Ježka na obor Muzikálové herectví. Zde po šesti letech studia, v roce 2015, úspěšně absolvovala.

## Pěvecká kariéra
Ještě před nástupem na konzervatoř, v roce 2008, začala spolupracovat s raperem Lipem, což odstartovalo její pěveckou kariéru. V roce 2014 se stala finalistkou soutěže Hlas Československa.

### CD
V roce 2016 vydala debutové CD s názvem Zlatý časy. O rok později, v roce 2017, vyšlo její druhé album Up in the air. Stejnojmenný singl obsadil v tomto roce první příčky hitparády Frekvence 1.
Jako vokalistka zpívá na CD Martina Chodúra s názvem Let's Celebrate. V roce 2013 spolupracovala na CD Honzy Peroutky s názvem Klukovina (píseň „Špatnej den“) a také na CD Touhy Heleny Vondráčkové.

### Spolupráce na singlech a videoklipech
V roce 2014 natočila s raperem Lipem singl a videoklip písně „Kruhy“. O rok později natočila píseň „Hoříš“, se zpěvákem Sebastianem a píseň „Múza“ se skupinou Atmo Music.

### Koncerty
V roce 2008 účinkovala například s kapelou Monkey Business, vystupovala také s Darou Rolins, Diana Kalashovou, kapelou Těžkej Pokondr nebo Hanou Zagorovou. V roce 2014 vystupovala jako vokalistka kapely Chamber Worcester nebo zpěvačky Ewy Farne. Zazpívala si ale i s Leošem Marešem – konkrétně na jeho koncertech ve Foru Karlín v roce 2017 a v O2 Aréně v roce 2018.
V červnu 2018 uspořádala v Retro Music Hall velký charitativní koncert pro Dětský domov Dolní Počernice, kde vyrůstala, než ji adoptovala herečka Hana Čížková. Kromě Yanny na tomto koncertě vystoupili Lipo, Debbi, Tereza Mašková, Jaro Smejkal, Sámer Issa, Jakub Děkan, Beef (Atmo Music), Leona Gyongyosi a Erika Fečová.
Mimo to vystupuje a koncertuje na různých festivalech jako je např. Benátská noc, Aerodrome festival a další.

## Film
Zahrála si roli Kristýny ve filmu Muzikál aneb cesty ke štěstí (režie: Radun Slobodanka), který vstoupil do kin v roce 2016. V tomto filmu se objevila i její píseň „Zlatý časy“.

## Reklamy
Yanna se věnuje i natáčení písní pro reklamy. Její hlas zazněl například v reklamě na Nescafé Classic Crema (r. 2011) nebo v reklamě na Yogobellu (r. 2016).